# Asrins
Les Asrins ou Agni-Asrin sont un sous-groupe du peuple Agni en Côte d'Ivoire. Vivant dans la ville de Tiassalé, ce peuple a pour langue l’asrin qui est un mélange des ethnies agni et abidji. Les Asrins qui sont au nombre d’à peu près 15 000 locuteurs ont pour voisins directs les Abidjis, les Aizis et les Baoulés,,.

## Origines des Asrin
Chez les Baoulés, les Asrin et les Agnis Alangwa sont considérés comme des peuples ancestraux.
Les Asrin, vivant au sud-est de Tiassalé, résultent d'un brassage entre autochtones et Akan. Leur origine mythique, évoquant une descente céleste, renforce leur ancienneté dans le Baoulé Sud. Ils sont également liés à une migration historique impliquant les Apkafou, Ga, Krobou, Adele et Avatime, ayant donné naissance à plusieurs peuples, dont les Asrin.